# Jens Schow Fabricius
Jens Schow Fabricius (3. marts 1758 i Larvik - 6. april 1841 i Porsgrunn) var en norsk admiral og medlem af Rigsforsamlingen på Eidsvoll, der i 1814 udformede Norges grundlov.